# Trisopsis punctiventris
Trisopsis punctiventris är en tvåvingeart som beskrevs av Boris Mamaev 1961. Trisopsis punctiventris ingår i släktet Trisopsis och familjen gallmyggor. Inga underarter finns listade i Catalogue of Life.